# Puchmajerovej jazierko
Puchmajerovej jazierko (též Morské oko) je drobné jezero v Oravské Maguře pod vrcholem Minčolu. Nachází se v okrese Dolný Kubín. Jezírko je hluboké pět až šest metrů a jeho rozloha je 0,1 hektaru. Leží v nadmořské výšce 1100 m. Nachází se v pramenné oblasti potoka Hruštínka.
Od roku 1974 do 1. března 2004 byl jezírko chráněno jako přírodní památka. Maloplošné chráněné území bylo zrušeno a začleněno do systému zón chráněné krajinné oblasti Horní Orava.